# پومپه
نیائئوس پومپیئوس مانیوس (به لاتین: Gnaeus Pompeius Magnus) یا به ایتالیایی نیه‌ئو پومپئو مانیو (Gneo Pompeo Magno) (زادهٔ ۲۹ سپتامبر۱۰۶-مرگ ۲۸ سپتامبر۴۸ پیش از میلاد) و نیز شناخته شده با عنوان «پومپی»، جنگ‌سالار و سیاستمدار برجستهٔ جمهوری روم بود. او با نشان دادن توانایی‌هایش به یکی از بزرگان روم بدل شد و به پاس دستاوردهایش در جنگ مهردادی سوم، سنای روم به وی لقب مانیوس به معنای بزرگ داد.
او رقیب کراسوس و هم‌پیمان ژولیوس سزار بود. این سه تن سیاست‌مداران نیرومند پایانی جمهوری روم بودند که به تریوم‌ویرات اول نامدار شدند. با مرگ کراسوس در نبرد حران، پومپه و سزار رقیب یکدیگر شدند. این دو بر سر به‌دست‌آوردن فرمانروایی روم به جنگ با یکدیگر پرداختند. پومپه پس از شکست در نبرد فارسال به مصر باستان پناه برد و در آنجا کشته شد.
او در ۶۴ پیش از میلاد به سوریه تاخت و آنتیوخوس سیزدهم را سرنگون ساخت و آن سامان را یکی از استان‌های روم نمود. آنگاه به جنوب روی نهاد و فینیقیه و یهودیه درگیر جنگ درونی را نیز به روم ضمیمه‌کرد.
در سال‌های ۶۷ تا ۶۳ پیش از میلاد، پومپه سردار رومی، سوریه و ارمنستان را فتح کرد و آخرین پادشاه سلوکیان را از سلطنت عزل نمود و جمهوری روم همسایه پادشاهی اشکانی شد.
پومپه، سرانجام پس از شکست خوردن از لشکریان ژولیوس سزار در نبرد فارسال و گریختن در لباس شهروندی عادی، در قلمرو امپراتوری بطلمیوسی به فرمان بطلمیوس چهاردهم کشته شد.